# Brownlowia paludosa
Brownlowia paludosa là một loài thực vật có hoa trong họ Cẩm quỳ. Loài này được (Kosterm.) Kosterm. mô tả khoa học đầu tiên năm 1962.